# Carlos Sala
Carlos Sala Molera  (ur. 20 marca 1960 w Barcelonie) – hiszpański lekkoatleta specjalizujący się w krótkich biegach płotkarskich, pięciokrotny uczestnik letnich igrzysk olimpijskich (w latach 1980–1996).

## Sukcesy sportowe
- siedmiokrotny mistrz Hiszpanii w biegu na 110 metrów przez płotki – 1986, 1988, 1989, 1990, 1991, 1992, 1993[1]
- dziesięciokrotny halowy mistrz Hiszpanii w biegu na 60 metrów przez płotki – 1983, 1988, 1989, 1990, 1991, 1992, 1993, 1995, 1996, 1997[2]

| Rok  | Miasto      | Zawody                     | Konkurencja       | Wynik         |
| ---- | ----------- | -------------------------- | ----------------- | ------------- |
| 1983 | Casablanca  | igrzyska śródziemnomorskie | bieg na 110 m ppł | srebrny medal |
| 1984 | Los Angeles | igrzyska olimpijskie       | bieg na 110 m ppł | 7. miejsce    |
| 1986 | Madryt      | halowe mistrzostwa Europy  | bieg na 60 m ppł  | 4. miejsce    |
| 1986 | Stuttgart   | mistrzostwa Europy         | bieg na 110 m ppł | brązowy medal |
| 1987 | Rzym        | mistrzostwa świata         | bieg na 110 m ppł | 6. miejsce    |
| 1988 | Budapeszt   | halowe mistrzostwa Europy  | bieg na 60 m ppł  | brązowy medal |
| 1989 | Haga        | halowe mistrzostwa Europy  | bieg na 60 m ppł  | 5. miejsce    |
| 1991 | Ateny       | igrzyska śródziemnomorskie | bieg na 110 m ppł | srebrny medal |

## Rekordy życiowe
- bieg na 60 metrów przez płotki (hala) – 7,66 – Walencja 17/02/1988
- bieg na 110 metrów przez płotki – 13,44 – Barcelona 16/08/1987